# Jean V d'Anhalt-Dessau
 (juillet 2023).
Jean V d'Anhalt-Dessau parfois nommé Johann ou Jean V (ou IV) d'Anhalt-Zerbst, né le 5 septembre 1504 à Dessau et mort le 4 février 1551 à Zerbst, est un prince de la maison d'Ascanie corégent d'Anhalt-Dessau en 1516. Il règne ensuite sur la principauté d'Anhalt-Zerbst de 1544 à sa mort.

## Biographie
Jean est le second mais l'ainé des fils survivants du duc Ernest Ier d'Anhalt-Dessau, et de son épouse Marguerite, fille de Henri Ier de Münsterberg-Oels, et petite-fille du roi de Bohême Georges de Poděbrady. À la mort de son père en 1516 Jean et ses frères Georges III et Joachim héritent de l'Anhalt-Dessau conjointement selon la règne successorale de la maison d'Ascanie. Pendant quelques années ils demeurent sous la régence de leur mère, ensuite Jean termine son éducation à la cour de Brandebourg auprès de son tuteur Joachim Ier Nestor de Brandebourg. Pendant la période de vingt-huit ans de gouvernement conjoint avec ses frères, c'est Jean V qui exerce effectivement le pouvoir.
D'abord fervent catholique, il devient ensuite luthérien sous l'influence de son frère Georges. Il contribue à la progression de la Réforme protestante dans ses états jusqu'en 1535 sans toutefois participer aux conflits qu'elle occasionne. Du fait de sa grande culture et de son caractère équilibré, il a souvent été utilisé par divers princes pour arbitrer les différends. C'est ainsi qu'il est mandaté lors de la Diète de Ratisbonne en 1541 au nom de l'empereur Charles Quint pour des négociations officieuses avec Martin Luther et qu'à la demande de l'ex-roi Christian II de Danemark il intervient auprès de la cour de Brandebourg.
En 1544 les trois frères décident de partager leurs possessions Jean V reçoit alors Zerbst et reconstitue ainsi l'ancienne principauté d'Anhalt-Zerbst disparue depuis 1396 lors de la création des principautés d'Anhalt-Dessau et d'Anhalt-Köthen. À la même époque, victime d'une attaque, il récupère et ne meurt qu'en 1551. Sous le gouvernement du prince Jean V l'augmentation de la prospérité de l'Anhalt s'accompagne d'un accroissement du fardeau de la dette publique.

## Union et postérité
A Dessau le 15 février 1534, Jean épouse Marguerite, fille de Joachim Ier Nestor et veuve de Georges Ier de Poméranie. Le beau-fils de Marguerite, le nouveau duc de Poméranie, Philippe Ier de Poméranie, doit lui verser jusqu'à sa mort une pension annuelle de 1 200 guilders sur sa fortune personnelle afin de couvrir le cout de son douaire. De son mariage avec Georges Ier, Marguerite a donné naissance à une fille posthume, Georgia, qui suit sa mère en Anhalt ; il est cependant prévu qu'à son huitième anniversaire, c'est-à-dire en 1539, elle devra retourner en Poméranie sous la garde de son demi-frère Philippe Ier. Malgré cet accord Marguerite garde sa fille auprès d'elle jusqu'en 1543 quand elle rejoint finalement son pays natal.
Le mariage avec une fille du prince-électeur de Brandebourg est un honneur considérable pour Jean V qui avait décidé de célébrer ses noces en grande pompe. En 1544 il subit une attaque cérébrale et ses relations avec Marguerite se détériorent au cours des années suivantes. En 1550 Jean V ordonne même l'emprisonnement temporaire de son épouse, qui s'échappe. Jean et Marguerite ont néanmoins six enfants :
- Charles Ier d'Anhalt-Zerbst ;
- Joachim-Ernest d'Anhalt ;
- Marie (née à Dessau, 1er décembre 1538 - morte à Roßlau, 25 avril 1563), épouse le 25 août 1559 Albert X, comte de Barby-Mühlingen ;
- Bernard VII d'Anhalt-Zerbst ;
- Margarete (née à Dessau, 18 août 1541 - morte à Zerbst, 25 juillet 1547) ;
- Élisabeth d'Anhalt-Zerbst (née à Dessau, 15 octobre 1545 - morte à Barby, 26 septembre 1574), d'abord abbesse de Gernrode, épouse le 19 juillet 1570 Wolfgang II, comte de Barby-Mühlingen.